# لغات أوغندا
في أوغندا، اللغة الأكثر انتشارًا، وخاصة في العاصمة كامبالا هي اللغة الإنجليزية، والتي أصبحت اللغة الرسمية للبلاد منذ عام 1962، تليها اللغة اللوغندية.
تُستخدم اللغة الإنجليزية كلغة للتعليم في المدارس - وهي إرث من الفترة الاستعمارية - كما أنها اللغة الأساسية للشؤون التجارية والقانونية.
تعد السواحيلية هي ثالث أكثر اللغات تحدثًا بعد الإنجليزية واللغة اللوغندية. وعلى الرغم من انتشارها بشكل أكبر في كينيا وتنزانيا المجاورتين، تُدرَّس اللغة السواحيلية في المدارس الأوغندية كمادة اختيارية ويتحدث بها الجيش في المقام الأول. في عام 2005، كانت هناك مناقشات حول اعتماد اللغة السواحيلية كلغة رسمية ثانية بسبب حيادها المتصور؛ ومع ذلك، لم تُصدِّق الحكومة على هذا الاقتراح بعد.
كما يُتحدث باللغة السواحيلية في بعض المجتمعات بالقرب من الحدود مع جنوب السودان وكينيا. 
أوغندا بلد متعدد اللغات، إذ يقدر عدد اللغات المستخدمة فيه بأكثر من 70 لغة، من بين اللغات الحية 43 الموثقة, 41 لغة أصلية، ولغتان غير أصليتان.

## سياسة اللغة
بعد الإستقلال، بُذلت جهود لاختيار لغة رسمية أفريقية، وكانت السواحيلية واللغة اللوغندية من أكثر اللغات المرشحة قبولاً. ورغم أن اللوغندية كانت اللغة الأكثر انتشارًا جغرافيًا، إلا أن سكان بوغندا عارضوا اعتمادها لغة وطنية، وظلت الإنجليزية اللغة الرسمية.